# Ed Blackwell
Edward Joseph Blackwell, detto Ed (New Orleans, 10 ottobre 1929 – 7 ottobre 1992), è stato un batterista statunitense.

## Biografia
Negli anni '70 e '80 ha fatto parte di un gruppo jazz chiamato Old and New Dreams insieme al trombettista Don Cherry, al contrabbassista Charlie Haden e al sassofonista Dewey Redman.
Ha collaborato soprattutto con Ornette Coleman per molti lavori, ma anche con Don Cherry, Karl Berger, Eric Dolphy, Charlie Haden, Dewey Redman, David Murray, Archie Shepp, Mal Waldron, Joe Lovano, Steve Coleman e altri interpreti jazz.